# Закон України «Про запобігання корупції»
Закон України «Про запобігання корупції» прийнятий 14 жовтня 2014 року з метою комплексного реформування системи запобігання корупції у відповідності до міжнародних стандартів та успішних практик іноземних держав.
Проєкт Закону розроблений спільно з експертами громадської ініціативи «Реанімаційний пакет реформ».
Закон уведений у дію 26 квітня 2015 року і замінив собою два закони: «Про засади запобігання і протидії корупції», що діяв з 2011 року, та «Про правила етичної поведінки».

## Основні ідеї Закону
Закон визначає правові та організаційні засади функціонування системи запобігання корупції в Україні, зміст та порядок застосування превентивних антикорупційних механізмів, правила щодо усунення наслідків корупційних правопорушень.
Згідно з пояснювальною запискою, основними складовими превентивної антикорупційної системи згідно з Законом є:
- наявність спеціалізованого органу з питань запобігання корупції
  - Національне агентство з питань запобігання корупції;
- правила формування та реалізації антикорупційної політики;
- антикорупційні обмеження
  - щодо використання службового становища,
  - одержання подарунків,
  - сумісництва та суміщення з іншими видами діяльності,
  - спільної роботи близьких осіб,
  - після припинення діяльності, пов'язаної з виконанням функцій держави або місцевого самоврядування;
- запобігання та врегулювання конфлікту інтересів
  - види конфлікту інтересів,
  - шляхи врегулювання;
- спеціальні антикорупційні інструменти
  - антикорупційна експертиза,
  - спеціальна антикорупційна перевірка,
  - Єдиний державний реєстр осіб, які вчинили корупційні або пов'язані з корупцією правопорушення,
  - Єдиний державний реєстр декларацій,
  - вимоги щодо прозорості та доступу до інформації;
- захист викривачів
  - захист осіб, які повідомляють про факти корупції від незаконного звільнення, переведення, зміни істотних умов трудового договору;
- відповідальність за корупційні та пов'язані з корупцією правопорушення
  - кримінальна за безпосередньо корупцію
    - зловживання повноваженнями,
    - незаконне збагачення тощо),

  - адміністративна за пов'язані із корупцією правопорушення
    - порушення обмежень щодо сумісництва та суміщення з іншими видами діяльності,
    - щодо одержання дарунка (пожертви),
    - вимог фінансового контролю тощо,

  - дисциплінарна та цивільно-правова (за обидва види порушень);
- усунення наслідків корупційних правопорушень
  - скасування актів,
  - визнання нікчемними правочинів,
  - відшкодування збитків у судовому порядку;
- міжнародне співробітництво.

Закон включає перелік правил етичної поведінки осіб, уповноважених на виконання функцій держави або місцевого самоврядування.